# Loneliness of Neglect
Loneliness of Neglect est un film muet américain réalisé par Allan Dwan et sorti en 1912.

## Synopsis
Ralph Higgins et sa femme sont jeunes mariés. Higgins, ambitieux, emmène son épouse et s'installe dans les collines désertes pour cultiver le sol. Le couple n'a pour voisin qu'un vieil ermite qui avertit Ralph qu'aucune semence ne réussira sur cette terre ingrate. Ce dernier décide alors de chercher un coin plus cultivable. Il laisse son épouse aux bons soins de l'ermite, en lui promettant de revenir la chercher dès qu'il aura fait fortune. C'est ce qui arrive, mais Higgins semble alors oublier sa jeune femme qui se morfond dans la solitude des collines. Jusqu'au jour où un étranger passe par ces lieux déserts...

## Fiche technique
- Titre : Loneliness of Neglect
- Réalisation : Allan Dwan
- Genre : Film dramatique
- Production : American Film Company
- Distribution : Mutual Film
- Date de sortie :
  - États-Unis : 30 décembre 1912

## Distribution
- J. Warren Kerrigan : Ralph Higgins
- Pauline Bush : sa femme
- Jack Richardson : l'étranger
- George Periolat : l'ermite